# Quily
Quily är en kommun i departementet Morbihan i regionen Bretagne i nordvästra Frankrike. Kommunen ligger i kantonen Josselin som tillhör arrondissementet Pontivy. År 2018 hade Quily 355 invånare.

## Befolkningsutveckling
Antalet invånare i kommunen Quily
| Referens: INSEE |